# Hůlovec
Hůlovec (Doryanthes) je rod jednoděložných rostlin z čeledi hůlovcovité (Doryanthaceae). Ve starších taxonomických systémech byl někdy řazen do čeledi amarylkovité (Amaryllidaceae), agávovité (Agavaceae) nebo liliovité v širším pojetí (Liliaceae s.l.). Čeleď hůlovcovité obsahuje pouze tento jediný rod.

## Popis
Jsou to vytrvalé mohutné byliny s krátkým kmínkem a hlízami a výraznými přízemními růžicemi listů. Listy jsou jednoduché střídavé, přisedlé, střídavé, s listovými pochvami. Čepele jsou čárkovité, kožovité, celokrajné, se souběžnou žilnatinou. Květy jsou uspořádány do až 5 m vysokých květenství s četnými menšími listy, jedná se o vrcholičnatou latu, tzv. kytka. Někdy mohou být květy nahrazeny pacibulkami. Květy jsou velké, skládají se ze 6 okvětních lístků, které jsou volné, bílé až červené barvy. Tyčinek je 6. Gyneceum se skládá ze 3 plodolistů, semeník je spodní, plodem je tobolka.

## Rozšíření ve světě
Jsou známy 2 druhy, přirozeně rostoucí jen ve východní Austrálii.